# Parafia Narodzenia Najświętszej Maryi Panny w Gdowie

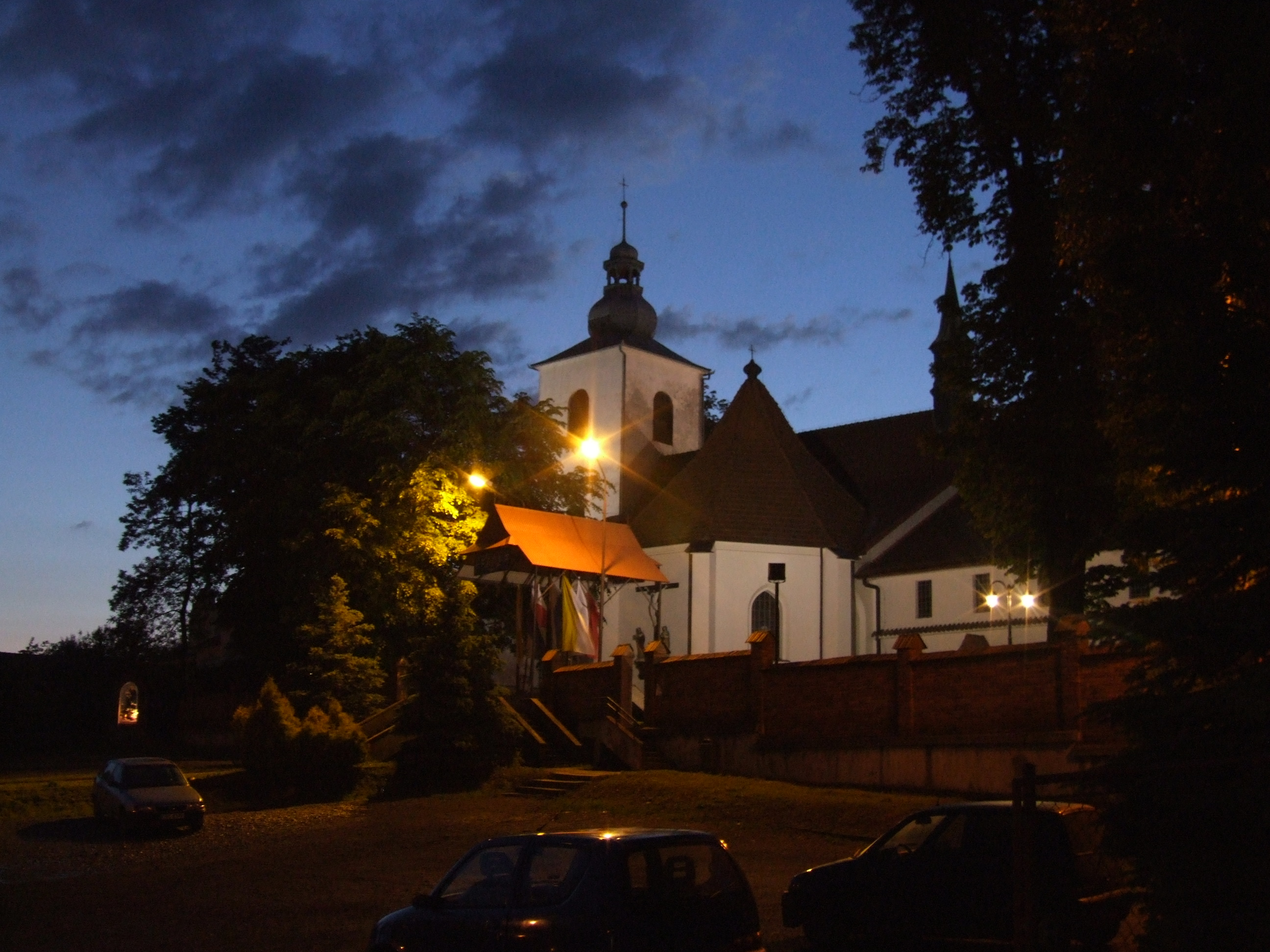
Kościół w Gdowie nocą

Parafia Narodzenia Najświętszej Maryi Panny w Gdowie – parafia rzymskokatolicka należąca do dekanatu Niegowić archidiecezji krakowskiej.

## Historia
Parafia została utworzona w XIII wieku. Kościół parafialny wybudowany w XIV wieku, rozbudowywany sześciokrotnie, ostatnio w 1994–1996, poświęcony w 1999. Mieści się przy ulicy Myślenickiej. Dzwon w kościele w Gdowie jest starszy od dzwonu Zygmunta.
Kościół ma status sanktuarium ze względu na obecność cudownego obrazu Matki Bożej Gdowskiej. Oryginał pochodził z XIV wieku, lecz spłonął w pożarze kościoła w 1705 roku. Kilka lat później został odmalowany z pamięci w naturalnej wielkości i wbudowany w główny ołtarz świątyni. Wokół ołtarza rozwieszone są dary wotywne jak i tablice z opisem cudów, które miały się dokonać w tym miejscu. 
12 września 1999 roku miała miejsce oficjalna koronacja obrazu, której dokonał kardynał Franciszek Macharski koroną pobłogosławioną przez Jana Pawła II. W nocy z 14 na 15 marca 2013 roku skradziono złotą koronę i srebrną suknię obrazu. Po nieudanych poszukiwaniach sprawcy przeprowadzona została zbiórka, z której ufundowano nowy strój dla wizerunku Matki Bożej Gdowskiej. Ponowna koronacja odbyła się 7 września 2014 roku i dokonał jej kardynał Stanisław Dziwisz.
Z kościołem jest związana postać króla Władysława III Warneńczyka, który dwukrotnie miał doznać cudu za wstawiennictwem Maryi. Na pamiątkę tego wydarzenia w nawie północnej kościoła umieszczone są dwa obrazy olejne opisujące całą historię. Jako wotum wdzięczności, król przyznał parafii przywilej, w ramach którego kościół miał corocznie otrzymywać ,,1 jelenia z największych i najlepszych, jakie znajdują się w puszczy, oraz 17 grzywien w szerokich groszach praskich. Po dokonaniu zimowego wyrębu – 30 sosen zdatnych do budowy oraz 5 dębów większych ze wszystkimi pniami i gałęziami". Donacja Władysława została potwierdzona przez trzech późniejszych królów: Zygmunta Augusta, Augusta II Mocnego i Augusta III Sasa, a jej wypłacania zaprzestano dopiero w PRL-u.

## Proboszczowie
- ks. kan. Stanisław Jarguz (1985–2011)
- ks. kan. Stanisław Bętkowski (2011–2020)[4]
- ks. kan. Bogusław Seweryn (2020 – )[5]